# Іда Марко-Варга
Іда Марко-Варга (швед. Ida Marko-Varga; 10 березня 1985, Стаффансторп) — шведська плавчиня, дворазовий бронзовий призер чемпіонатів світу на короткій воді. Учасниця чотирьох Олімпійських ігор.

## Кар'єра
У 2001 році на чемпіонаті Європи серед юніорів виборола бронзову медаль у комбінованій естафеті 4×100 метрів. У 2004 і 2006 роках також займала треті місця на чемпіонатах світу на короткій воді в естафетах 4×200 метрів і 4×100 метрів вільним стилем.
Брала участь у чотирьох Олімпійських іграх — з 2004 по 2016 рік.